# Красные Языки
Красные Языки — посёлок в Воротынском районе Нижегородской области. Входит в состав Огнёв-Майданского сельсовета.

## Географическое положение
Посёлок Красные Языки находится в 1,5 км к востоку от автодороги Воротынец — Спасское — Сергач в 8,5 км от районного центра.